# Joan Amer Fernández
Joan Amer Fernández (1976) és un sociòleg mallorquí. Es doctorà en sociologia per la Universitat Autònoma de Barcelona des del 2005 amb la tesi Turisme i política. L'empresariat hoteler de Mallorca. El període autonòmic de 1983 a 2003, pel qual el 2006 va rebre el Premi 31 de desembre de l'OCB.
El 2004 va obtenir el diploma d'Estudis Avançats de Geografia per la Universitat de les Illes Balears. També ha obtingut Master of Arts in Tourism and Leisure pel departament de Sociologia de la Universitat de Lancaster el 2000. Postgrau de Participació Ciutadana i Desenvolupament Sostenible per la Universitat Autònoma de Barcelona (1999). Actualment és professor a la Universitat de les Illes Balears

## Obres
- Empresariado hotelero e implementación de un impuesto turístico. El caso de la "ecotasa" en Baleares (2003)
- Turisme i Política. L'empresariat hoteler de Mallorca (2006)
- Josep Melià i la burgesia mallorquina (2006) a la revista Lluc